# スティーヴン・クラッシェン
スティーヴン・クラッシェン（Stephen Krashen, 1941年 - ）は、南カリフォルニア大学の名誉教授。当初は同大学の言語学科に所属していたが、1994年に教育学部に移籍した。言語学者・教育学者であると同時に、政治活動家としても知られている。

## 業績
クラッシェンは1972年にカリフォルニア大学ロサンゼルス校から言語学の博士号を取得した。学術論文（査読付き・査読なし）と書籍を合わせて486点以上の学術成果を発表しており、第二言語習得論、バイリンガル教育論、読書教育論に貢献してきた。特に、第二言語習得論における多数の仮説を提唱したことで知られている。例えば、習得＝学習仮説（acquisition-learning hypothesis）、インプット仮説（input hypothesis）、モニター仮説（monitor hypothesis）、情意フィルター（affective filter）、自然習得順序仮説（natural order hypothesis）等である。ごく最近では、自発的自由読書（free voluntary reading）を第二言語習得の方法として推奨している。彼によれば、「これは最も強力な言語習得方法であり、第一言語〔母語〕・第二言語〔外国語〕のどちらにも効果がある」。

## 受賞歴
- 1985年：アメリカ外国語教師評議会（American Council of Foreign Language Teachers）が選定するピンズラー賞を受賞（最優秀学術論文）。
- 1986年：論文「脳の左右機能分化、言語学習、臨界期（Lateralisation, language learning and the critical period）」がCurrent ContentsのCitation Classに選定される。
- 1993年：『School Library Media Annual』の編集部が選定する学校図書館メディアセンターに関する卓越プレゼンテーション賞を受賞。
- 1982年：著書『第二言語習得と第二言語学習（Second Language Acquisition and Second Language Learning）』（Prentice-Hall）によりミルデンバーガー賞を受賞。
- 2005年：国際読書協会の読書殿堂入り（Reading Hall of Fame）[6]。
- 2005年：全米バイリンガル教育協会の理事に選出される[7][8]。

## 教育政策アクティビズム
地元であるカリフォルニア州の教育政策がバイリンガリズムを抑圧する方向性を強めていった際、クラッシェンはこれに応答するため、新しい政策の学術的正当性を疑問視する研究を発表し、公的な場での演説を行い、新聞に複数回投書を行った。1998年にカリフォルニア州においてバイリンガル教育廃止法案（通称「提案227」）を制定するために行われたキャンペーン中、クラッシェンはこれに反対するため、公共フォーラムやメディアのトークショーに積極的に登壇し、この件を取材するジャーナリストからのインタビューも多数引き受けた。他の反バイリンガル教育キャンペーンや後進的な言語教育政策を制定しようとする試みが全米中で表面化した後、クラッシェンは2006年まで1000通以上の投書を行ったと推測されている。
提案227についての投票日のちょうど1週間前に公開された『New Times LA』紙の一面にて、ジル・スチュワート（Jill Stewart）は「燃えるクラッシェン（Krashen Burn）」と題した攻撃的な記事を発表した。同記事で彼女は、クラッシェンを「数百万ドルのバイリンガル教育産業」の金銭的利権に縛られた人物として特徴づけた。スチュワートは、クラッシェンのバイリンガル教育モデルについて批判的に言及した。
クラッシェンは従来より、研究者はより活動家的役割を担うべきだと考えており、バイリンガル教育に関する一般大衆の誤解を正していくことが責務だと捉えていた。バイリンガル教育に対する国民の反対をどのように説明するかという問題に対して、クラッシェンは次のように尋ねた。「新聞その他の報道機関による頑迷な誤報キャンペーンがバイリンガル教育を故意に破壊しているのだろうか？
それとも、専門家が自らの知見を記者にうまく提示することができていないことこそがその原因なのだろうか？
多くの逸話が物語っているのは、二者のうち後者が実態だということである」。続けて、クラッシェンは次のように書いている。「真剣で献身的なキャンペーンを組織的に展開し、国家レベルでバイリンガル教育の重要性を説明し擁護しなければ、ごく短期間のうちに、擁護すべきもの〔バイリンガル教育〕は跡形もなく失われてしまうだろう」。

## 著作
- Krashen, Stephen D. (1981). Second Language Acquisition and Second Language Learning. Oxford: Pergamon
- Krashen, Stephen D. (1982). Principles and Practice in Second Language Acquisition. Oxford: Pergamon
- Krashen, Stephen D.; Terrell, Tracy D. (1983). The natural approach: Language acquisition in the classroom. New York: Prentice-Hall
トレイシー・D・テレル共著、藤森和子訳『ナチュラル・アプローチのすすめ』大修館書店、1986年
- Krashen, Stephen D. (1985), The Input Hypothesis: Issues and Implications, New York: Longman
- Krashen, Stephen D. (1989), “We Acquire Vocabulary and Spelling by Reading: Additional Evidence for the Input Hypothesis”, The Modern Language Journal 73 (4):  440–464, doi:10.1111/j.1540-4781.1989.tb05325.x, JSTOR 326879
- Krashen, Stephen D. (1993). The Power of Reading: Insights From the Research. Libraries Unlimited
長倉美恵子、黒澤浩、塚原博訳『読書はパワー』 金の星社、1996年
- Krashen, Stephen D. (1996), “The case for narrow listening”, System 24 (1):  97–100, doi:10.1016/0346-251X(95)00054-N
- Mason, Beniko; Krashen, Stephen D. (1997), “Extensive reading in English as a foreign language”, System 25 (1):  91–102, doi:10.1016/S0346-251X(96)00063-2
- Krashen, Stephen D. (2002), “The Comprehension Hypothesis and its Rivals”, Selected papers from the Eleventh International Symposium on English Teaching/Fourth Pan-Asian Conference, Taipei: Crane Publishing Company, pp. 395–404
- Krashen, Stephen D. (2003), Explorations in Language Acquisition and Use, Portsmouth: NH: Heinemann.
- McQuillan, Jeff; Krashen, Stephen D. (2008), “Commentary: Can free reading take you all the way? A response to Cobb (2007)”, Language Learning & Technology 6 (27):  104–109
- Jarvis, Huw; Krashen, Stephen D. (2014), “Is CALL obsolete? Language Acquisition and Language Learning Revisited in a Digital Age”, TESL-EJ 17 (4):  1–6, ISSN 1072-4303